# گرمای زاید

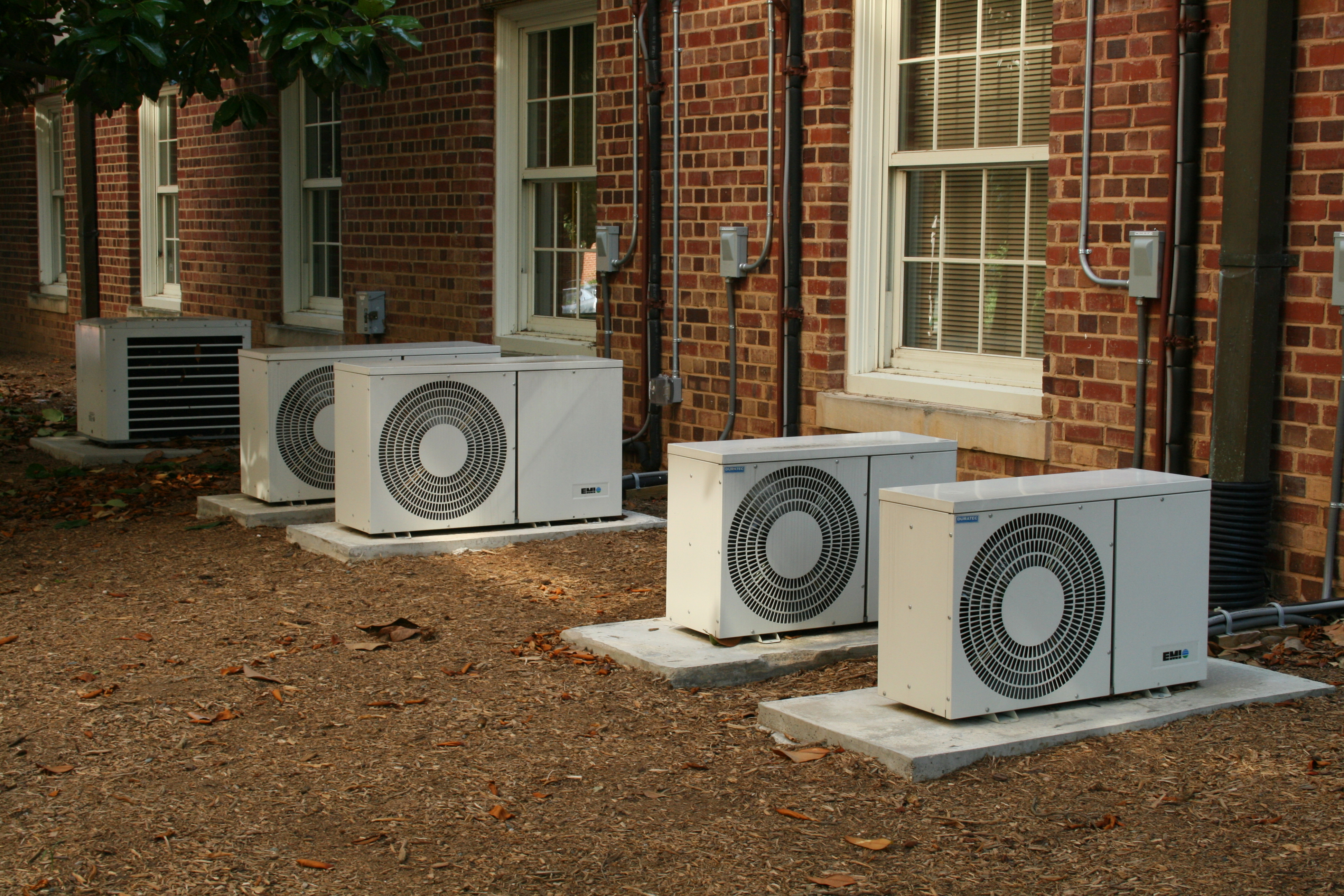
تهویه مطبوعی با نیروی برق برای ازبین بردن گرما

گرمای زاید (به انگلیسی: Waste heat) حرارتی که به همراه انواع وسایلی که کار انجام می‌دهند یا در آنها فرایند تبدیل انرژی انجام صورت پذیرد ایجاد می‌شوند، مانند یخدان و انواع سرد کن‌ها که می‌توانند هوای محیط اطراف را گرم کنند همچنین موتورهای احتراقی گرمای زاید زیادی تولید می‌کنند.که یافتن راهی برای انتقال حرارت چالشی پیش روی مهندسان است.
وظیفه گرما زداها این است که گرمای زاید تولیدی را به گونه‌ای انتقال داده یا از بین ببرند تا از مضرات آن بکاهند. بسیاری از وسایل نیاز به از بین بردن این گرما با استفاده از قوانین ترمودینامیک دارند.
در تمام فرایندها و واکنش‌ها گرما ایجاد می‌شود که این گرما می‌تواند زیان بار باشند.
جزایر گرمایی شهری رخدادی است که توسط گرما تولیدی انسان اتفاق می‌افتد. بیشترین تولید گرمایی انسانی توسط نیروگاهای تولید برق و صنایع و خودروها است.